# Highest in the Room
«Highest in the Room» — песня американского рэпера Трэвиса Скотта, выпущенная 4 октября 2019 года на лейблах Epic Records и Cactus Jack Records в качестве сингла. Она была издана в различных форматах, в том числе как грампластинка, кассета и CD-сингл. За первую неделю песня взлетела на вершину чарта Billboard Hot 100, датированного 19 октября 2019 года; она стала вторым синглом Скотта после «Sicko Mode», занявшим первое место в американском чарте. Ремикс на песню при участии испанской певицы Розалии и другого американского рэпера Lil Baby был выпущен 27 декабря 2019 года и был включен в сборник JackBoys (2019) в тот же день. Ремикс был выпущен на итальянском contemporary hit radio 7 января 2020 года. Песня была номинирована на 63-ю ежегодную премию «Грэмми» в номинации «Лучшее исполнение в мелодичного рэпа».

## История
Впервые песню использовала девушка Скотта Кайли Дженнер в рекламе «Kybrows» 29 апреля 2019 года, а затем Скотт представил песню во время своего выступления на фестивале Rolling Loud в Майами, прошедшего 10-12 мая 2019 года. 31 августа 2019 года Скотт исполнил часть песни на концерте, в которую был включен куплет Lil Baby, но в конечном итоге он был вырезан из финальной версии, поскольку Скотт хотел выразить расставание с Дженнер в одиночку. Демоверсия с гостевым участием Lil Baby просочилась в сеть 24 декабря 2019 года. Эта версия была выпущена как ремикс на песню, который вышел на сборнике JackBoys. При этом оригинальная версия «Highest in the Room» не попала в этот альбом.

## Продвижение
Скотт официально анонсировал выход трека в социальных сетях 30 сентября, разместив три обложки на песню, а также ссылку на предзаказ с подписью «Увидимся 4-го».
4 октября 2019 года, в день релиза, на YouTube было выпущено музыкальное видео, режиссёрами которого выступили Дэйв Мейерс и сам Трэвис Скотт, а продюсерами — Натан Шеррер, Рэнди Дональдсон и Сэм Лекка.

## Коммерческий успех
Песня «Highest in the Room» дебютировала на первом месте в Billboard Hot 100 19 октября 2019 года, став вторым синглом Скотта на первом месте в чарте (после «Sicko Mode»), его первым синглом на первом месте в первую неделю пребывания в чарте и 35-м синглом, дебютировавшим на первом месте в истории чарта. Композиция дебютировала на вершине чарта Streaming Songs с 59 миллионами прослушиваний и заняла второе место в чарте Digital Songs с 51 тысячей скачиваний. На следующей неделе 26 октября 2019 года песня упала до шестого места. Позднее она вернулась в топ-10 на 8 месте в рейтинге от 11 января 2020 года, отчасти благодаря продажам ремикса при участии Розалии и Lil Baby. В Греции песня заняла первое место в чарте. В британском чарте синглов она заняла второе место 17 октября.

## Чарты
| Чарт (2019—2020)                      | Наивысшая позиция |
| ------------------------------------- | ----------------- |
| Австралия (ARIA)                      | 3                 |
| Австрия (Ö3 Austria Top 40)           | 3                 |
| Бельгия/Фландрия (Ultratop 50)        | 30                |
| Бельгия/Валлония (Ultratop 50)        | 49                |
| Канада (Billboard Canadian Hot 100)   | 1                 |
| Чехия (Singles Digitál Top 100)       | 4                 |
| Дания (Tracklisten)                   | 4                 |
| Финляндия (Suomen virallinen lista)   | 6                 |
| Франция (SNEP)                        | 11                |
| Германия (GfK)                        | 8                 |
| Мир (Billboard Global 200)            | 83                |
| (IFPI)                                | 1                 |
| Венгрия (Single Top 40)               | 7                 |
| Венгрия (Stream Top 40)               | 2                 |
| Ирландия (IRMA)                       | 3                 |
| Италия (FIMI)                         | 11                |
| (LAIPA)                               | 1                 |
| (AGATA)                               | 2                 |
| (RIM)                                 | 10                |
| Нидерланды (Single Top 100)           | 14                |
| Новая Зеландия (Recorded Music NZ)    | 2                 |
| Норвегия (VG-lista)                   | 2                 |
| Португалия (AFP)                      | 2                 |
| Румыния (Romanian Radio Airplay)      | 59                |
| Шотландия (OCC Scotland)              | 44                |
| (RIAS)                                | 12                |
| Словакия (Singles Digitál Top 100)    | 2                 |
| Испания (PROMUSICAE)                  | 48                |
| Швеция (Sverigetopplistan)            | 6                 |
| Швейцария (Schweizer Hitparade)       | 2                 |
| Великобритания (OCC UK Singles)       | 2                 |
| США (Billboard Hot 100)               | 1                 |
| США (Billboard Hot R&B/Hip-Hop Songs) | 1                 |
| США (Billboard Pop Airplay)           | 21                |
| США (Billboard Rhythmic)              | 1                 |
| Rolling Stone Top 100                 | 1                 |

| Чарт (2019)                       | Позиция |
| --------------------------------- | ------- |
| (Canadian Hot 100)                | 99      |
| (LAIPA)                           | 32      |
| (AFP)                             | 76      |
| Hot R&B/Hip-Hop Songs (Billboard) | 65      |
| Rolling Stone Top 100             | 65      |

| Чарт (2020)                       | Позиция |
| --------------------------------- | ------- |
| (ARIA)                            | 63      |
| (Canadian Hot 100)                | 49      |
| (Tracklisten)                     | 86      |
| (SNEP)                            | 94      |
| (Stream Top 40)                   | 46      |
| (FIMI)                            | 95      |
| (Recorded Music NZ)               | 50      |
| (Schweizer Hitparade)             | 31      |
| Singles (OCC)                     | 97      |
| Billboard Hot 100                 | 45      |
| Hot R&B/Hip-Hop Songs (Billboard) | 23      |
| Rhythmic (Billboard)              | 18      |

## Сертификация
| Регион | Сертификация       | Продажи    |
| --- | ------------------ | ---------- |
| Австралия (ARIA) | 3× Платиновый      | 210 000    |
| Австрия (IFPI Austria) | Платиновый         | 30 000     |
| Бельгия (BEA) | Золотой            | 20 000     |
| Бразилия (ABPD) | 3× Бриллиантовый   | 480 000    |
| Канада (Music Canada) | 5× Платиновый      | 400 000    |
| Дания (IFPI Danmark) | 2× Платиновый      | 180 000    |
| Франция (SNEP) | Бриллиантовый      | 333 333    |
| Германия (BVMI) | Платиновый         | 400 000    |
| Италия (FIMI) | 2× Платиновый      | 140 000    |
| Мексика (AMPROFON) | Платиновый+Золотой | 90 000     |
| Новая Зеландия (RMNZ) | 4× Платиновый      | 120 000    |
| Польша (ZPAV) | 3× Платиновый      | 150 000    |
| Португалия (AFP) | 7× Платиновый      | 70 000     |
| Испания (PROMUSICAE) | Платиновый         | 60 000     |
| Швейцария (IFPI Switzerland) | 2× Платиновый      | 40 000     |
| Великобритания (BPI) | 2× Платиновый      | 1 200 000  |
| США (RIAA) | 9× Платиновый      | 9 000 000  |
| Стриминг |                    |            |
| Греция (IFPI Greece) | Бриллиантовый      | 10 000 000 |
| Швеция (GLF) | Платиновый         | 8 000 000  |
| Данные о продажах + прослушиваниях приведены только на основе сертификации. · Данные только о прослушиваниях приведены на основе сертификации. |                    |            |

## Ремикс
Ремикс при участии испанской певицы Розалии и американского рэпера Lil Baby был выпущен 27 декабря 2019 года в качестве ведущего сингла со сборника Скотта и других участников Cactus Jack, JackBoys, который был выпущен в тот же день. Изначально предполагалось, что в оригинальной песне будет присутствовать Lil Baby, но его куплет был вырезан по неизвестным причинам. Ремикс на песню был выпущен на радио 7 января 2020 года.

### Чарты
| Чарт (2020)           | Наивысшая позиция |
| --------------------- | ----------------- |
| (FIMI)                | 15                |
| (Recorded Music NZ)   | 9                 |
| (PROMUSICAE)          | 19                |
| Rolling Stone Top 100 | 17                |

### Сертификация
| Регион                                                                      | Сертификация | Продажи |
| --------------------------------------------------------------------------- | ------------ | ------- |
| Бразилия (ABPD)                                                             | Платиновый   | 40 000  |
| Мексика (AMPROFON)                                                          | Платиновый   | 60 000  |
| Новая Зеландия (RMNZ)                                                       | Золотой      | 15 000  |
| Испания (PROMUSICAE)                                                        | Золотой      | 30 000  |
| Данные о продажах + прослушиваниях приведены только на основе сертификации. |              |         |